# Atong (Endom)
Pour les articles homonymes, voir Atong.
Atong est un village du Cameroun situé dans la région du Centre, le département du Nyong-et-Mfoumou et la commune d'Endom.

## Population
En 1957, Atong comptait 182 habitants, principalement des Essankom. Lors du recensement de 2005, on y dénombrait 268 personnes.